# Cantalice
Cantalice là một đô thị ở tỉnh Rieti trong vùng Latium, có khoảng cách khoảng 70 km về phía đông bắc của Roma và cách khoảng 8 km về phía đông bắc của Rieti. Tại thời điểm ngày 31 tháng 12 năm 2004, đô thị này có dân số 2.808 người và diện tích là 37,7 km².
Cantalice giáp các đô thị: Leonessa, Micigliano, Poggio Bustone, Rieti.